# Macoma torelli
Macoma torelli är en musselart som först beskrevs av A. S. Jensen 1905.  Macoma torelli ingår i släktet Macoma och familjen Tellinidae. Inga underarter finns listade i Catalogue of Life.